# بني صميل
بني صميل مدينة و بلدية تابعة إقليميا إلى دائرة اولاد ميمون ولاية تلمسان أنشأت في إطار البلديات المشتركة سنة 1863 و أصبحت بتاريخ 01 جويلية 1957 بلدية تابعة لدائرة سبدو و من بعد ذلك تم تصنيفها بلدية من بلديات دائرة أولاد ميمون التابعة إقليميا لولاية تلمسان في سنة 1984 من خلال القانون رقم 09/84 المؤرخ في 04/02/1984 المتضمن التنظيم الإقليمي للبلاد المعدل و المتمم
تضم بلدية بني صميل أربعة قرى تابعة لها هي قرية عين يسر حيث يتواجد مقر البلدية  بعدها قرية البنيان و تليها قرية مربح و قرية عين بنت السلطان 
المساحة الإجمالية لبلدية بني صميل تقدر بــ 170 كيلومتر مربع ...
عدد سكانها  إلى غاية الإحصاء العام للسكن و السكان لسنة 2020 يبلغ 5734 نسمة   ولاية تلمسان الجزائرية.
هي بلديه فلاحية، تشتهر بمياهها العذبة لكثرة الينابيع. أول بلدية منتجة للخضار في الولاية و تشتهر وطنيا بإنتاجها للكرز (حب الملوك(